# Biograforgel

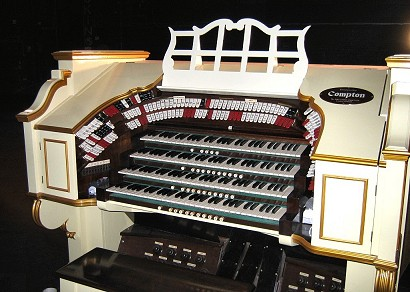
Biograforgel från den brittiska firman Compton.

Biograforgel, även benämnd teaterorgel, är en så kallad piporgel av amerikansk konstruktion från slutet av 1800-talet. Ofta pråligt utstyrd för att passa in i äldre tiders påkostade biosalonger. Namnet lär vara använt endast i de nordiska länderna. I USA kom instrumentet att kallas ”The Mighty Wurlitzer” med anspelning på tillverkaren Rudolph Wurlitzer Company. Radio City Music Hall i New York installerade världens största biograforgel 1932, den är ännu i bruk.
Sverige fick sin första biograforgel 1926, då installerad på biografen Skandia i Stockholm. Det var denna orgel Willard Ringstrand trakterade i återkommande radioutsändningar under 1930- och 1940-talen. År 2006 bildades Föreningen Skandiaorgeln, som nu äger och förvaltar orgeln. Den är av typ Wurlitzer Style E, opus 1254, och har installerats i reaktorhall R1 på Kungliga Tekniska högskolan i Stockholm. Den är fullt spelbar, återinvigdes 2015, och används då och då.
På biografen Cosmorama i Göteborg fanns ännu ett exemplar. Landets övriga orglar av snarlikt utförande medräknas inte av de entusiaster, som ännu håller vid liv intresset för detta ”mäktiga” instrument.

### Fotnoter
1. ↑  Föreningen Skandiaorgelns hemsida
2. ↑   Om orgeln